# Суньига-и-Пиментель, Хуан де
Хуан де Суньига-и-Пиментель (исп. Juan de Zúñiga y Pimentel; 1459, Пласенсия — 27 июля 1504, Гуадалупе) — испанский дворянин из дома Суньига и последний магистр Ордена Алькантара (1475—1494), архиепископ Севильи и примас Испании (1503—1504). Он участвовал со своим Орденом в завоевании и взятии Гранады.

## Происхождение
Родился в 1459 году в Пласенсии. Сын Альваро де Суньига-и-Гусмана (1410—1488), 2-го графа Пласенсия, 1-го герцога Аревало (титул вернулся к короне), а затем 1-го герцога Пласенсия, 1-го герцога Бехар, 1-го графа Баньярес, и его второй жены Леонор Пиментель-и-Суньига, дочери Хуана Альфонсо Пиментеля Энрикеса, 1-го графа Майорга, и его жены Хуаны де Суньига-и-Гусман.
Его наставником и учителем был бакалавр и декан собора Пласенсии Диего Яньес Родригес, известный как Диего де Херес, слуга с 1464 года его родителей Альваро и Леонор, графов и герцогов Пласенсии. Мальчик Хуан вскоре после того, как его воспитатель и учитель Диего де Херес поступил на службу, тяжело заболел, из-за чего его родители, графы Пласенсия, в печали просили помощи и утешения у своего духовника Хуана Лопеса де Саламанки. Хуан выздоровел, и его счастливые родители построили церковь и монастырь Сан-Висенте-Феррер в Пласенсии, недалеко от его дворца (ныне известного как Паласио-дель-Маркес-де-Мирабэль). Герцог Альваро пожертвовал церковь и монастырь Ордену проповедников Санто-Доминго-де-Гусман 22 июля 1477 года. Герцоги Аревало обеспечили монастырь доходом и организовали установку двух кафедр богословия и одной кафедры искусств, чтобы обеспечить хорошее образование студентам из Эстремадуры. После трагических событий и запустения монастырь стал Parador de Plasencia.
Он был среди пажей инфанта Альфонсо, затем кратко короля Альфонсо XII (инфант Альфонсо был передан графу Пласенсии, Альваро де Суньига-и-Гузману, для его образования и опеки, после того, как пакт с королем Энрике IV был подписан в Вальядолиде, 25 октября 1464 г.) Хуан де Суньига-и-Пиментель и Гонсало Фернандес де Кордова, в акте символического свержения короля Кастилии Энрике IV, состоявшемся в Авиле 5 июня 1465 года, где его отец Альваро, граф Пласенсия, взял меч у куклы, изображавшей личность короля.

## Магистр Ордена Алькантары
После смерти магистра Ордена Алькантара Гутьерре де Сотомайор-и-Аза в начале 1455 года король Кастилии Энрике IV попросил папу римского Каликста III передать ему руководство Орденом Алькантара, принимая во внимание отчет о больших расходах, которые ему причинила война с маврами, на что папа согласился. Орден Алькантара владел крепостями в Сантибаньес-эль-Альто, Сан-Висенте-де-Алькантара и Валенсия-де-Алькантара на границе с Португалией, в провинции Касерес, а также крепостями в Магаселе, Бенкеренсии, Капилье и Заламеа-ла-Серена в провинции Касерес, Бадахос. В феврале 1458 года король Энрике IV предложил передать руководство Орденом Гомесу де Касересу-и-Солису, его майордому и его совету, который был избран монахами Ордена на капитуле, состоявшемся 10 апреля 1458 года. Создатель Ордена Алькантара, Фрей Алонсо де Монрой, победоносно сразившись с магистром Гомесом де Касересом, предложил монахам Ордена его низложение, обвинив его в измене королю Энрике IV, отчуждении вилл, плохое обращение со своими подданными и вассалами и просьба к папе Павлу II о его низложении. Приказы о низложении были сформулированы в монастыре главной церкви Саламанки 16 августа 1470 года Диего Санчесом де Бургосом, апостольским нотариусом.
Герцогиня Аревало, Леонор, видя хаос, в котором оказался Орден Алькантара, и желая добиться поста магистра Ордене для своего тринадцатилетнего сына Хуана, умоляла короля Кастилии и Леона Энрике IV дать ему лицензию и помощь в её получении. У герцогов также были хорошие отношения с папой римским Сикстом IV, который, будучи генералом Ордена Сан-Франциско, посещал испанские монастыри и был великолепно принят герцогами Аревало, и между ними установилась очень искренняя дружба. Герцогиня Леонор направила папе римскому Сиксту IV мемориал с просьбой предоставить вакантное звание магистра Ордена Алькантара для её сына Хуана. Папа Сикст IV согласился на просьбу и удовлетворил письмо, датированную в Риме 10 марта 1472 года, о передаче Хуану де Суньиге звания магистра Ордена Алькантара, когда он был пуст из-за смерти или отставки его владельца и что он не приступил к избранию другого мастера. Герцогиня Леонор, очень мужественная женщина, которая управляла поместьями герцога Альваро, поскольку он был уже стар и болен, уведомила рыцарей Ордена Алькантара о постановлениях и постановлениях короля Энрике IV и о булле папы Сикста IV.
Алонсо де Монрой, носитель ключей Ордена Алькантара, находившийся в крепости Алькантара, был избран магистром 19 октября 1472 года монахами Ордена, но не был признан ни герцогами Аревало, ни свергнутым магистром Гомесом де Касерес-и-Солисом, который оказал сопротивление с оружием в руках. Свергнутый магистр Гомес де Касерес-и-Солис умер в Магаселе, Бадахос, в марте 1473 года. Алонсо де Монрой сам был избран, будучи снова в Алькантаре, магистром ордена 28 мая 1473 года. Франсиско де Солис, племянник свергнутого магистра, несколько месяцев спустя пригласил Алонсо де Монроя в Магаселу, где он взял его в плен, и монахи его зависимости избрали его магистром.
Герцоги Аревало, видя столкновения между претендентами на власть и хаос, в котором существовал Орден Алькантара, умоляли папу Сикста IV даровать им обещанную милость, чтобы предоставить их сыну Хуану руководство Орденом Алькантара, за то, что он был пуст после смерти мастера Гомеса де Касереса. Папа Сикст IV буллой, датированной в Риме 27 апреля 1474 года, дарует пост магистра Ордена Алькантара Хуану де Суньиге-и-Пиментелю. Из-за несовершеннолетия Хуана Орденом Алькантара стал управлять его отец Альваро де Суньига-и-Гусман, 1-й герцог Аревало, а также приказание членам Ордена подчиняться им, сохранять им должную верность и воздавать им должное почтение и присягу.
Увидев, что некоторые рыцари Ордена не подчиняются, а другие протестуют, герцогиня подняла воинов герцогства и осадила крепость Алькантара. После некоторого времени беспорядков и споров герцог Аревало и его сын Хуан в сопровождении брата Альваро де Паса, настоятеля церкви Саламанки, назначенного апостольским душеприказчиком, прибыли в монастырь и город Алькантара. В понедельник, 23 января 1475 года, в церкви Санта-Мария-де-Альмоковар, Хуан де Суньига-и-Пиментель носил облачение с крестом в синепле (зеленом) флорделисаде, под властью святого Бенито стал монахом, завладел постом магистра Ордена Алькантара. Альваро де Суньига-и-Гсман, как его отец и куратор, принял на себя управление и управление Орденом Алькантара. Нынешние члены Ордена Алькантара поклялись 24 января 1475 года подчиняться и сделать Хуана де Суньигу магистром, а герцога Аревало, его отца, администратором и губернатором.
Два сильных противника, Франсиско де Солис и Алонсо де Монрой, начали угрожать Хуану де Суньига-и-Пиментель в 1475 году, заявив о своем праве на Орден Алькантара. Алонсо де Монрой сумел в 1474 года бежать из своей тюрьмы в Магаселе и поступить на службу к королеве Кастилии Изабелле I «Католической» до 1476 года, когда герцоги Аревало подписали капитуляции с королевой Изабеллой, тем самым прекратив вражду, возникшую во время гражданской войны. Алонсо де Монрой, потерявший поддержку католических королей, стал их врагом.
По просьбе герцогов Аревало папа римский Сикст IV буллами от 9 июня и 20 декабря 1477 года подтвердил руководство Орденом Алькантара Хуану де Суньиге, а управление Орденом — его отцу, герцогу Аревало. Папа римский объявил избрание Фрая Алонсо де Монроя недействительным и приказывает членам Ордена, верным Фраю Алонсо де Монрой, выйти из-под его повиновения.
Хуан де Суньига признан магистром Ордена Алькантара, а его отец — администратором Ордена католическими монархами Изабель и Фернандо в капитуляции с домом Суньига, представленным герцогом Аревало, Альваро де Суньига-и-Гусманом, подписанным 10 апреля 1476 года и подтверждавший назначения и казни, согласно буллам папы Сикста IV, королевским постановлением католических монархов, датированным в Толедо 25 июля 1480 года.
Из города Алькантара рыцари Ордена по просьбе магистра Хуана де Суньиги и герцога Аревало с 1474 года вели жестокую и грубую войну против португальской армии. Хуан де Суньига принимал участие в переговорах о мире с Португалией, начавшееся в марте 1479 года в крепости Алькантара в его власти, в присутствии королевы Изабеллы I Кастильской. Соглашение между королевой Кастилии Изабеллой I и инфантой Беатрис, герцогиней Браганса и невесткой короля Португалии Афонсу V, о согласии и мире между королями и королевствами Кастилии и Португалии. Переговоры закончились 20 февраля 1480 года.

## Участие в Гранадской войне
Дон Хуан участвовал с кавалерией своего Ордена Алькантара и воинами герцога Пласенсии и Бехара под командованием своего сводного брата Франсиско де Суньига-и-Манрике де Лара и своего племянника Альваро II де Суньига-и-Гусмана в Гранадской войне против мавров с самого ее начала в 1482 году. Он принимает участие в завоевании Лохи в 1484 году и Велес-Малаги в 1485 году. Он участвовал в завоевании Басы, окончательной победе в Гранадской войне и капитуляции насридского эмира Боабдиля. Католические короли пожаловали ему в знак признания его заслуг королевским указом от 21 февраля 1489 года некоторые земли в муниципалитете Сеговии, которые были конфискованы за преступление ереси у Хуана Лопеса де Асайнеля.
Магистр Ордена Алькантара, Хуан де Суньига-и-Пиментель, является одним из персонажей, получивших привилегию и капитуляцию за передачу города Гранады католическим монархам, датированную в Санта-Фе 30 декабря 1491 года, подтверждает акт о капитуляции, заключенный 25 ноября 1491 года между католическими монархами и алькайдами Юсефом ибн Комиксой и Абу-Касимом аль-Мулей от имени Боабдиля, эмира Гранады, и присутствовал на церемонии передачи города Гранады 2 января 1492 года.

## Отказ от власти Ордена Алькантара
Королева Изабель «Католика» после завоевания и взятия Гранады решила передать должность магистров рыцарских военных орденов Короне Испании. Решение, принятое ранее королем Арагонским Фердинандом II «Католиком», которому по его просьбе папой Иннокентием VIII ненадолго 18 декабря 1491 года пожаловал ему звание магистра Ордена Алькантара на случай, если должность станет вакантной в связи со смертью или отставкой его владельца. Хуан де Суньига, магистр Ордена Алькантара, актом, датированным в Мадриде 20 ноября 1494 года, передал Орден Алькантара под контроль католическим монархам, супругам Изабелле Кастильской и Фердинанду Арагонскому.

## Конфликты после смерти его отца, Альваро де Суньига-и-Гусмана, 1-го герцога Бехара-и-Пласенсия
Конфликты возникли из-за наследства его отца, Альваро де Суньига-и-Гусмана, 1-го герцога Бехара-и-Пласенсия, который умер 10 июня 1488 года в Бехаре. Согласно его последней воле от 21 июля 1486 года, его титулы и майорат унаследовал его внук Альваро де Суньига-и-Гусман. Его сын Диего, не желая признавать статьи завещания, стал называть себя 2-м герцогом Бехаром и Пласенсия, Хуан также стал называть себя 2-м герцогом Пласенсия и сеньором Мирабель. Конфликты со временем разрешились.
Альваро де Суньига-и-Гусман, 2-й герцог Бехар и Пласенсия (1450/1460 — 1531), как преемник и наследник своего деда Альваро, согласился капитуляцией, подписанной в Альба-де-Тормес, Саламанка, 29 июля 1488 года, чтобы дать экономическую компенсацию своим дядям Хуану де Суньига-и-Пиментелю, магистру Ордена Алькантара, и Альваро де Суньига и Манрике де Лара, приору Кастилии в Ордене Святого Иоанна Иерусалимского, из-за правопреемства.
Актом от 3 апреля 1490 года в Севилье подтверждается, что Хуан де Суньига-и-Пиментель, магистр Ордена Алькантара, уступает виллу Мирабель в пользу своего сводного брата Франсиско де Суньига и Манрике де Лара, согласно волеизъявлению их отца.

## Религиозная жизнь, покровительство
Хуан де Суньига-и-Пиментель основал в 1494 году в Вильянуэва-де-ла-Серена (Бадахос) монастырь Сан-Бенито, также известный как монастырский дворец, где он собрался с тремя монахами и тремя рыцарями своего ордена и исповедовал, получив от папы те же иммунитеты, что и монастырь Алькантара. В своем монастыре он посвятил себя учебе под руководством своего протеже Антонио де Небриха, который посвятил ему свой «Латино-испанский словарь», увлекся правом, теологией, астрологией, музыкой.
Он построил свой дворец в 1496 году в Заламеа-де-ла-Серена (Бадахос), пристроенный к западному флангу существующего замка. В настоящее время сохранился только фасад с входной дверью в замок и карниз с высеченным в камне гербом. Хуан был очень эрудированным и большим меценатом в окружении выдающихся личностей своего времени, большим другом гуманиста Элио Антонио де Небриха, который провел несколько лет в Саламее, где Небриха написал первую кастильскую грамматику, латинскую грамматику, гражданско-правовой словарь, кастильский словарь и с кем он вел переговоры в своем дворце в Заламее. Вышеупомянутые рукописи Небрихи хранятся в Национальной библиотеке Испании. Его дворец в Саламеа-де-ла-Серена стал первым «литературным двором Кастилии». Придворными интеллектуалами были Элио Антонио де Небриха, его учитель, Марсело де Небриха (сын Элио Антонио), комендадор Пуэблы, раввин Авраам Закуто, астролог, Эрнан Нуньес, поэт, Алонсо де Торрес-и-Тапиа, хронист Ордена Алькантара, юрист Гутьерре де Трехо, Алонсо Гомес де Сориа, смотритель крепости Алькантара, врач Хуан Гонсалес де Парра, еврейский астролог Абасурто, музыкант Солорсано, бухгалтер Давид де Кастро.
Доказательством плодотворных отношений, установившихся между Суньигой и Небрихой, является копия Introductiones Latinae, хранящаяся в Национальной библиотеке Мадрида. Копия рукописи представляет собой великолепный кодекс, написанный на пергаменте, каллиграфически написанный гуманистическим шрифтом, с инициалами и цветными заглавными буквами на полированных золотых пластинах, с названиями, написанными красным, тщательно написанными от руки и иллюминированными как учебник для ученика и покровителя. Тексту предшествует миниатюра, занимающая весь стих третьей страницы. На ней слева изображена Небриха, просто одетая, держащая обеими руками открытую книгу; На возвышении, председательствующий в зале, Хуан де Суньига, сидя перед кафедрой, покрытой богатыми тканями, кладет руки на открытую книгу. Рядом с Небрихой паж на коленях держит закрытый том; Считается, что перед несколькими персонажами женские персонажи — это три сестры Суньиги, которые посещают чтение. Автор миниатюры неизвестен; что является примером хорошего вкуса, украшавшего так называемый величественный двор Хуана де Суньиги, а также примером количества произведений, имевшихся в библиотеке этого покровителя, которая, однако, была рассеяна после его смерти в 1504 году. В Национальной библиотеке Португалии Кодекс под названием Comentarios de Eusebio Алонсо Фернандеса де Мадригала со щитами Хуана де Суньиги, которые представляют собой поперечную полосу соболя на серебряном поле, как знаки его личности и принадлежности.
Хуан де Суньига-и-Пиментель является автором работы «История готских королей и военных орденов». У него была рукопись Libro de las Horas de los Zúñiga', составленная его прадедом Диего Лопесом де Суньига в 1390 году, завершенная его писцами и шахтерами. Оригинальная рукопись, посвященная папе Юлию II, хранится в Апостольской библиотеке Ватикана. Он состоит из 268 листов пергамента с миниатюрными фигурками и полихромными капителями. В Королевской монастырской библиотеке Эскориала хранится еще одна рукопись, подаренная членом дома Суньига королю Испании Филиппу II.

## Архиепископ Севильи,примас Испании
Хуан де Суньига-и-Пиментель владел Бургосским собором в качестве пребенды. После смерти Диего Уртадо де Мендосы, архиепископа Севильи и примаса Испании, 12 сентября 1502 года он был назначен католическими монархами в октябре 1502 года архиепископом Севильи и подтвержден буллой папы Юлия II от 5 мая 1503 года. Несколько месяцев спустя, по просьбе католических монархов, папа Юлий II пожаловал ему шляпу кардинала с титулом Санти-Нерео-эд-Акиллео буллой от 29 ноября 1503 года. Хуан де Суньига вступил во владение архиепископством Севильи по доверенности 18 января 1504 года. В начале июня 1504 года он совершил свой торжественный вход в собор Севильи, остановившись в городе на несколько дней и выйдя из него 17 июля, чтобы отправиться ко двору.
Хуан де Суньига-и-Пиментель умер недалеко от Гуадалупы 27 июля 1504 года, приехав из Севильи, на ферме Мирабель монастыря Гваделупе, Касерес, Эстремадура. Его тело временно поместили в церкви Санта-Каталина в монастыре Гваделупе. Его племянник Хуан де Толедо-и-Суньига, кардинал, архиепископ Сантьяго, бывший епископ Кордовы и Бургоса, перенес его останки в монастырь Сан-Висенте Феррер в Пласенсии в 1533 году, где он был похоронен в середине трансепта и главной часовни церкви Сан-Висенте-Феррер. Его кардинальская шляпа висела над его могилой из свода церкви.